# Ммаэ, Сэми
Сэми Ммаэ А Нвамбебен (нидерл. Samy Mmaee A Nwambeben; родился 8 сентября 1996 года, Бельгия) — бельгийский и марокканский футболист, защитник агдамского «Карабах» и сборной Марокко.

## Биография
Родился в Бельгии в семье камерунца и марокканки. Его брат Райан тоже профессиональный футболист.
Воспитанник клубов «Гент» и «Стандард». 25 июля 2014 года в матче против «Шарлеруа» дебютировал в чемпионате Бельгии в составе «Стандарда». Летом 2017 года Ммаэ на правах аренды перешёл в нидерландский «МВВ Маастрихт». 18 августа в матче против «Гоу Эхед Иглз» дебютировал в чемпионате. 8 сентября в поединке против «Де Графсхап» Ммаэ забил свой первый гол за «МВВ Маастрихт».
В начале 2019 года перешёл в «Сент-Трюйден», за который дебютировал 26 января в матче против «Серкль Брюгге».

## Достижения
«Стандард» Льеж
- Обладатель Кубка Бельгии: 2015/16

«Ференцварош»
- Чемпион Венгрии (2): 2020/21, 2021/22
- Обладатель Кубка Венгрии: 2021/22